# Dan Håfström
Dan Håfström (* 15. Juli 1972 in Schweden) ist ein schwedischer freiberuflicher Journalist und ehemaliger Kinderdarsteller.
In dem Film Ronja Räubertochter spielte Dan Håfström in einer der Hauptrollen Birk Borkason, den Sohn des Räuberhauptmanns Borka. Der Film wurde 1984 in Schweden als Kinofilm abgedreht und in Deutschland in einer Kino- und einer Fernsehfassung gezeigt. Dan Håfström ist der Sohn des Malers Jan Håfström und der Bruder von Mikael Håfström, einem Regisseur und Drehbuchautor.
Eine weitere Rolle erhielt er in der schwedischen Fernsehproduktion Idag röd aus dem Jahr 1987. Dieser Film wurde lediglich in Schweden gezeigt.